# Храм Луншань (станция метро)
«Храм Луншань» (англ. Longshan Temple; кит. 龍山寺) — станция линии Баньнань Тайбэйского метрополитена, открытая 24 декабря 1999 года. Расположена между станциями «Симэнь» и «Цзянцзыцуй». Находится на территории района Ваньхуа в Тайбэе.

## Техническая характеристика
«Храм Луншань» — однопролётная станция. На станции есть три выхода. Два выхода оснащены эскалаторами. Станция соединена с подземным торговым комплексом.  13 октября 2014 года на станции были установлены автоматические платформенные ворота.

## Близлежащие достопримечательности
Недалеко от станции находится старинный буддийский храм Луншань (Храм Горы Дракона), по которому названа станция. Рядом располагаются парки Хуацзян, Хуачжун и Парк Молодёжи. Также рядом находится ночной рынок улицы Хуаси.